# Iglesia de San Lorenzo (Córdoba)
La iglesia de San Lorenzo es una de las denominadas iglesias fernandinas. Se encuentra en Córdoba, España, en el barrio de San Lorenzo, al cual da nombre. Fue fundada sobre una antigua mezquita, que reemplazó una iglesia visigoda más antigua. La iglesia fue construida durante la segunda mitad del siglo XIII, probablemente entre 1244 y 1300, en pleno desarrollo del estilo gótico-mudéjar, en la misma época que otras iglesias similares, conocidas como fernandinas por la época en que se levantaron, reinando Fernando III el Santo. En ella se encuentran 3 hermandades como son La Entrada Triunfal, popularmente conocida como "La Borriquita", Ánimas, y El Calvario.
La iglesia de San Lorenzo de Córdoba está declarada Bien de interés cultural, en la categoría de monumento, desde el año 1985.

## Historia
En este emplazamiento, anterior a la construcción de la iglesia, se encontraba la mezquita de al-Mugira, de la que aún se conservan restos de su minarete en el interior del templo cristiano actualmente. Asimismo, en 1884 se encontró una lápida que conmemoraba la fundación de la mezquita con la siguiente inscripción.

“Sólo hay poder y fuerza de Alá. La señora Mustak, madre del príncipe Almugira, ordenó hacer este alminar y la galería contigua y la obra de nueve naves de esta mezquita. Esto se terminó con ayuda de Alá bajo la dirección de Gafarben Abderramán, su oficial. En el Ramadán del año trescientos“

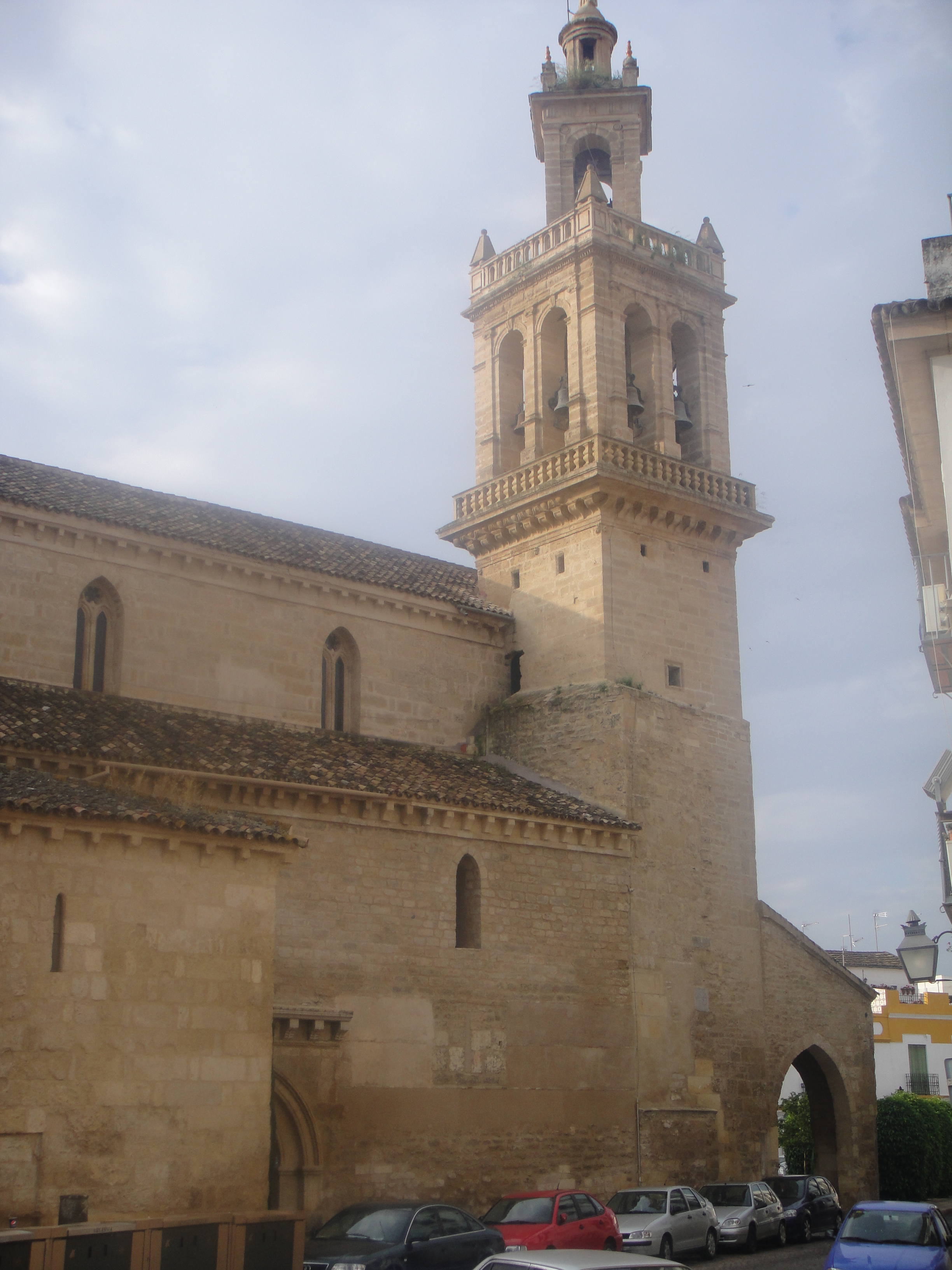
Campanario de la iglesia, edificado a partir del antiguo minarete de la mezquita de al-Mugira.

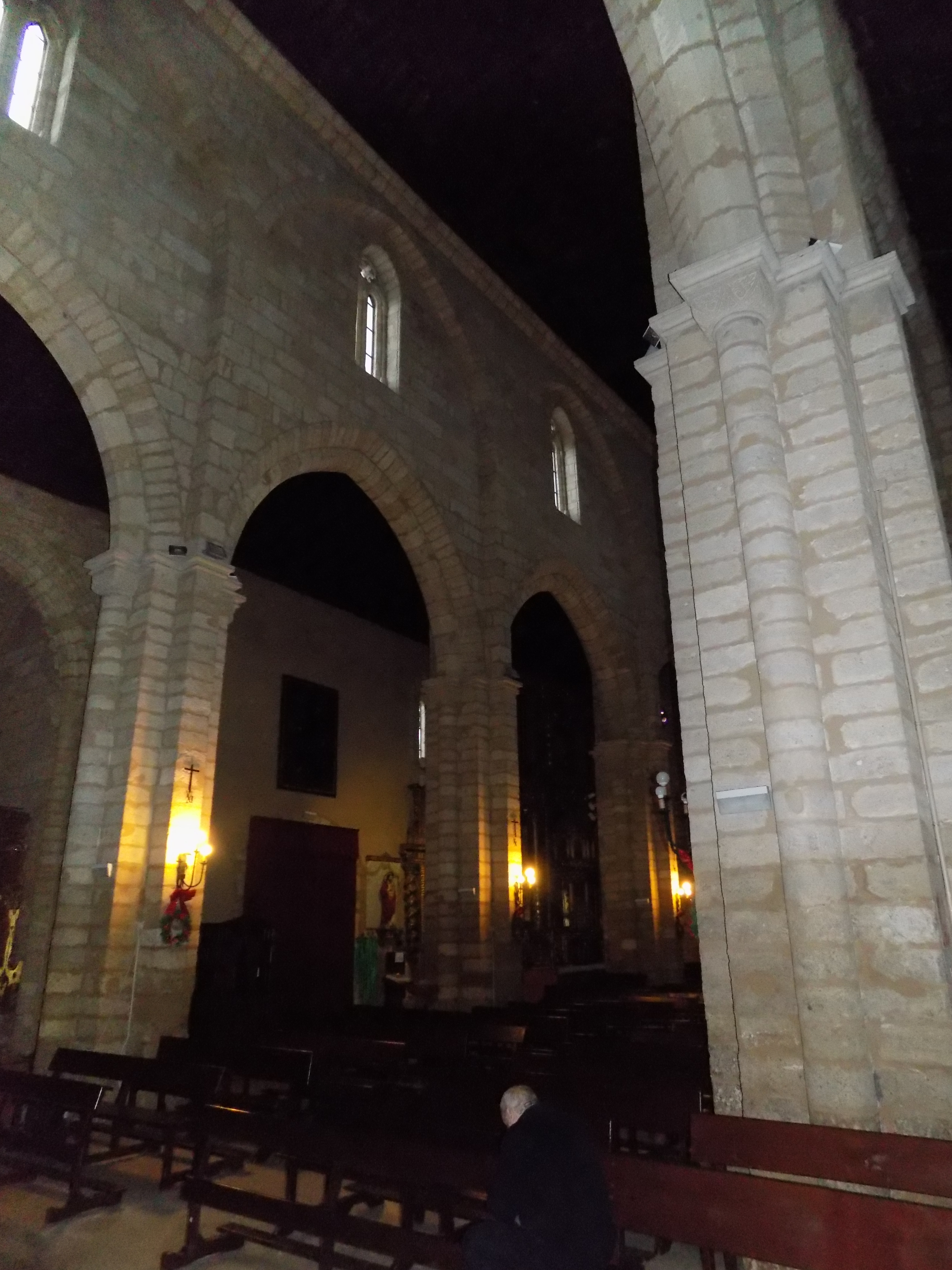
Nave central del edificio.

Tras la conquista cristiana de la ciudad en 1236, la mezquita se convirtió en templo cristiano. Unos años más tarde, en 1272, tras una gran reorganización de la Diócesis cordobesa, se invirtieron diez maravedíes para la construcción de la nueva iglesia. En 1555 se erigió la torre campanario, uno de los elementos más destacables, gracias al arquitecto Hernán Ruiz II, denominado el Joven.
En 1687 se produjo un gran incendio que causó grandes daños en el templo, por lo que se cubrieron sus pinturas murales para preservarlas y se realizaron bóvedas de yeso de estilo barroco. No fue hasta unos siglos más tarde, en 1963, cuando se realizó una gran restauración de la iglesia que devolvió su antiguo aspecto gótico-mudéjar, eliminándose las bóvedas barrocas y recuperando las antiguas pinturas murales del siglo XIV y el pequeño rosetón que estaba oculto.

## Descripción

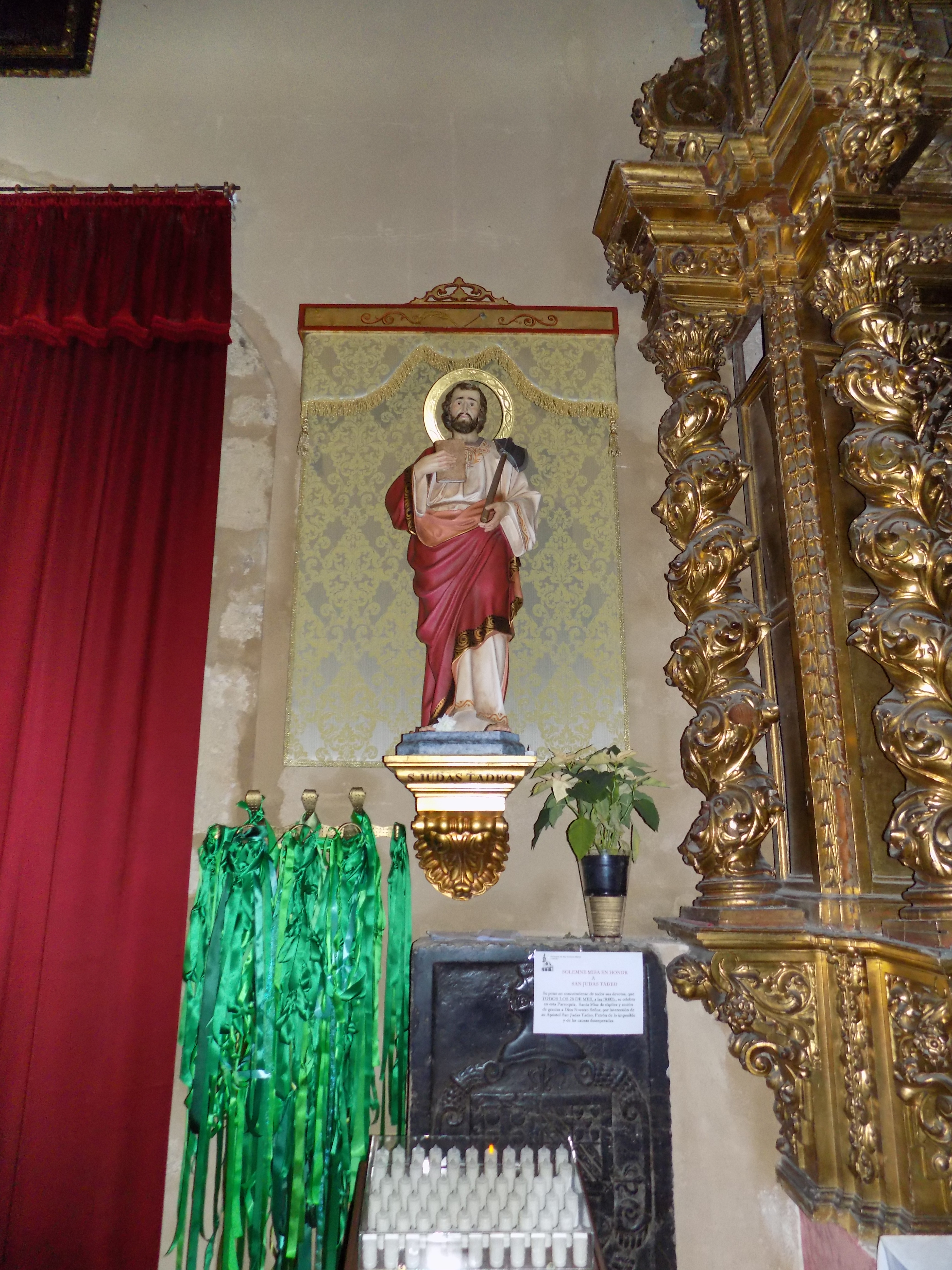
Escultura de San Judas Tadeo conservada en el interior de la iglesia.

Su estructura es la típica de las iglesia andaluzas de la época: planta rectangular de tres naves, sin crucero y cabecera en forma de ábside. Dispone de porche de tres vanos apuntados en la portada principal, inusual en Andalucía, aunque se debió construir sobre el siglo XVI. El sólido alminar árabe fue convertido por Hernán Ruiz el Joven en torre renacentista y se considera precedente de la Giralda de Sevilla.

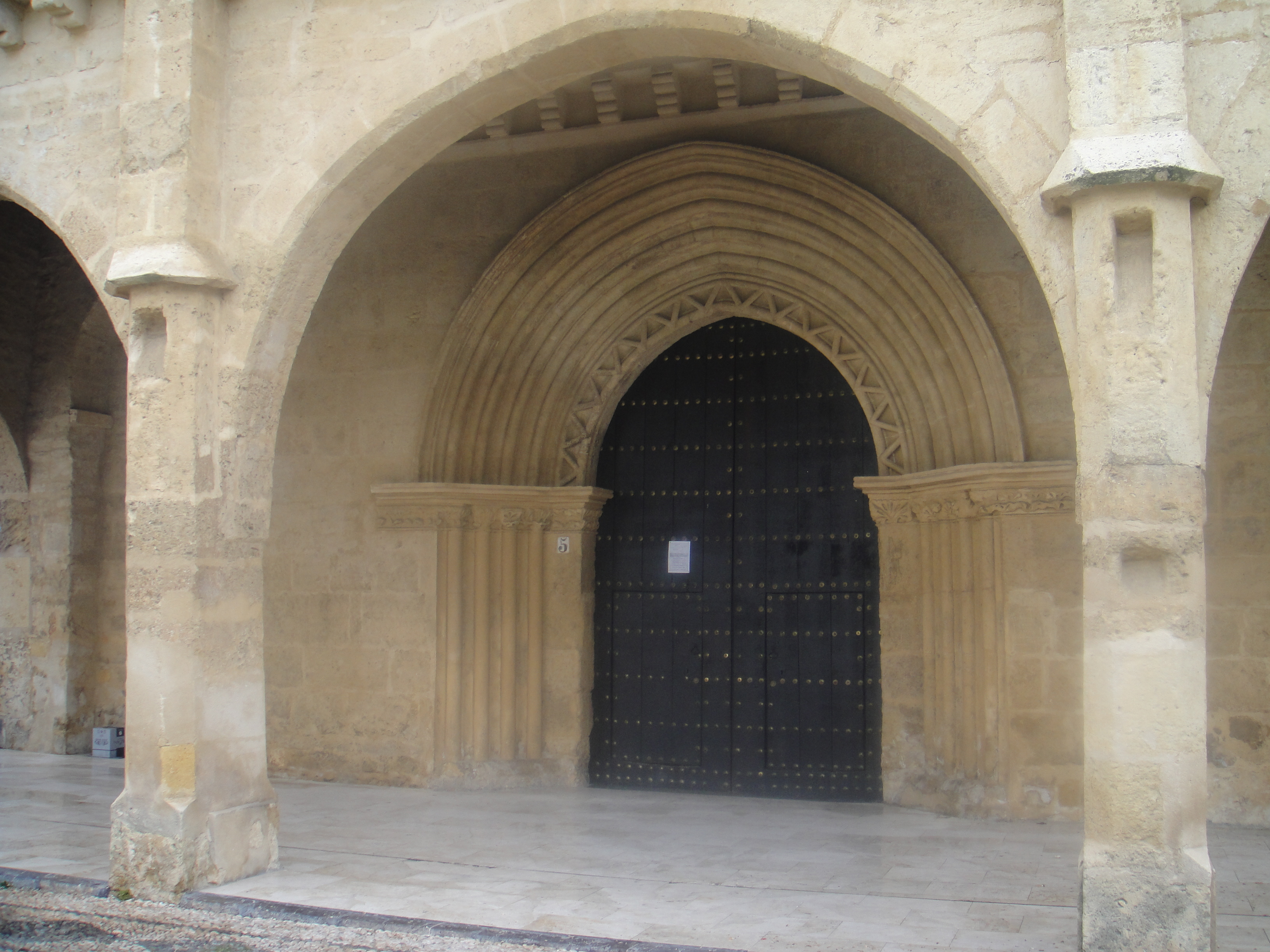
Portada principal en el interior del porche.

Del siglo XIV se conservan pinturas de calidad de estilo gótico italiano en el ábside con siete escenas de la vida de Cristo: En el centro, la Crucifixión y en los laterales, el beso de Judas, el juicio de Pilatos, Cristo cargando con la cruz, el descendimiento, la sepultura y la resurrección. Debajo aparecen figuras de profetas y santos con halo dorado. Es curiosa la decoración que imita la ornamentación bizantina de azulejos.

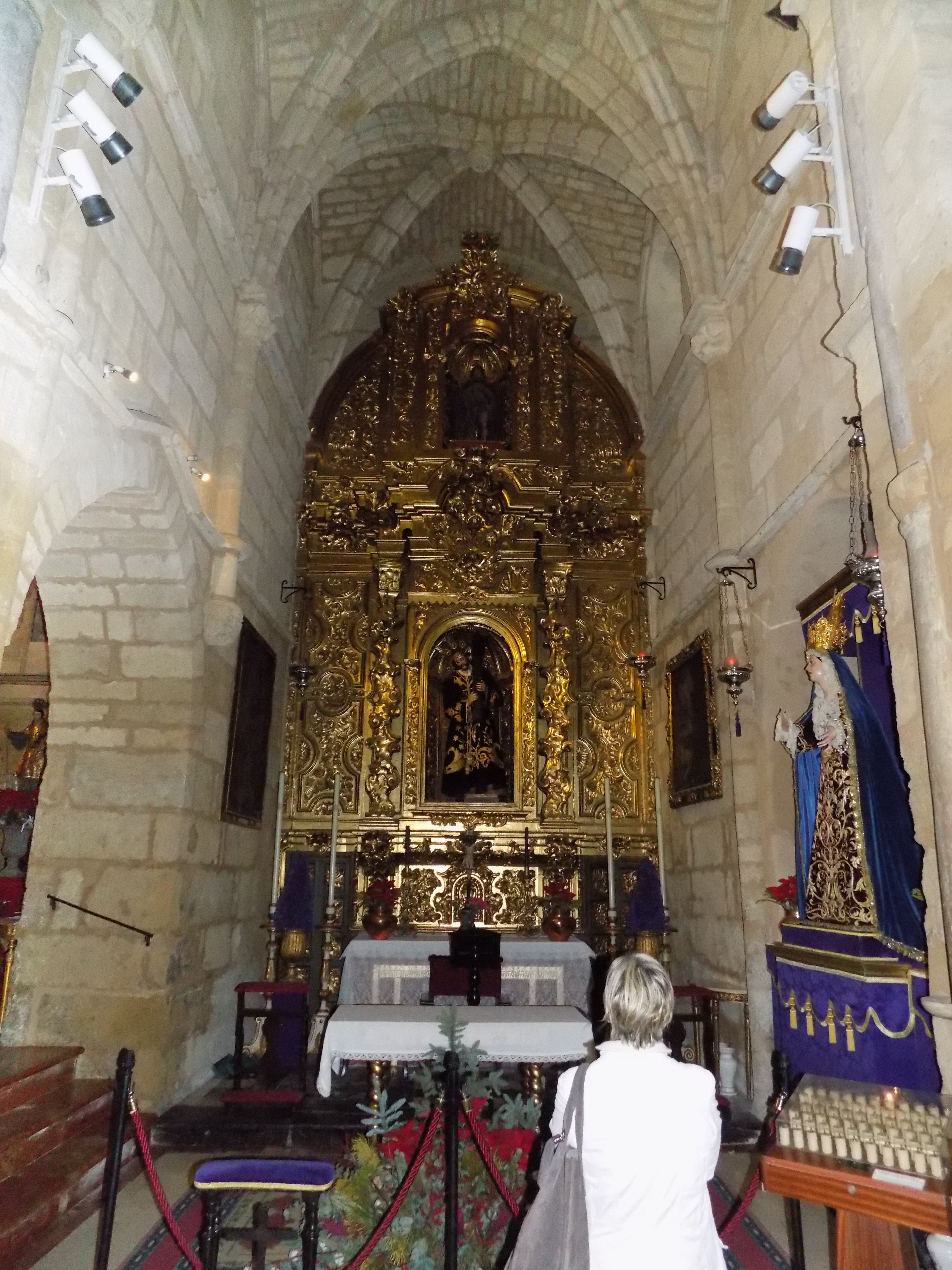
Retablo interior de la iglesia.

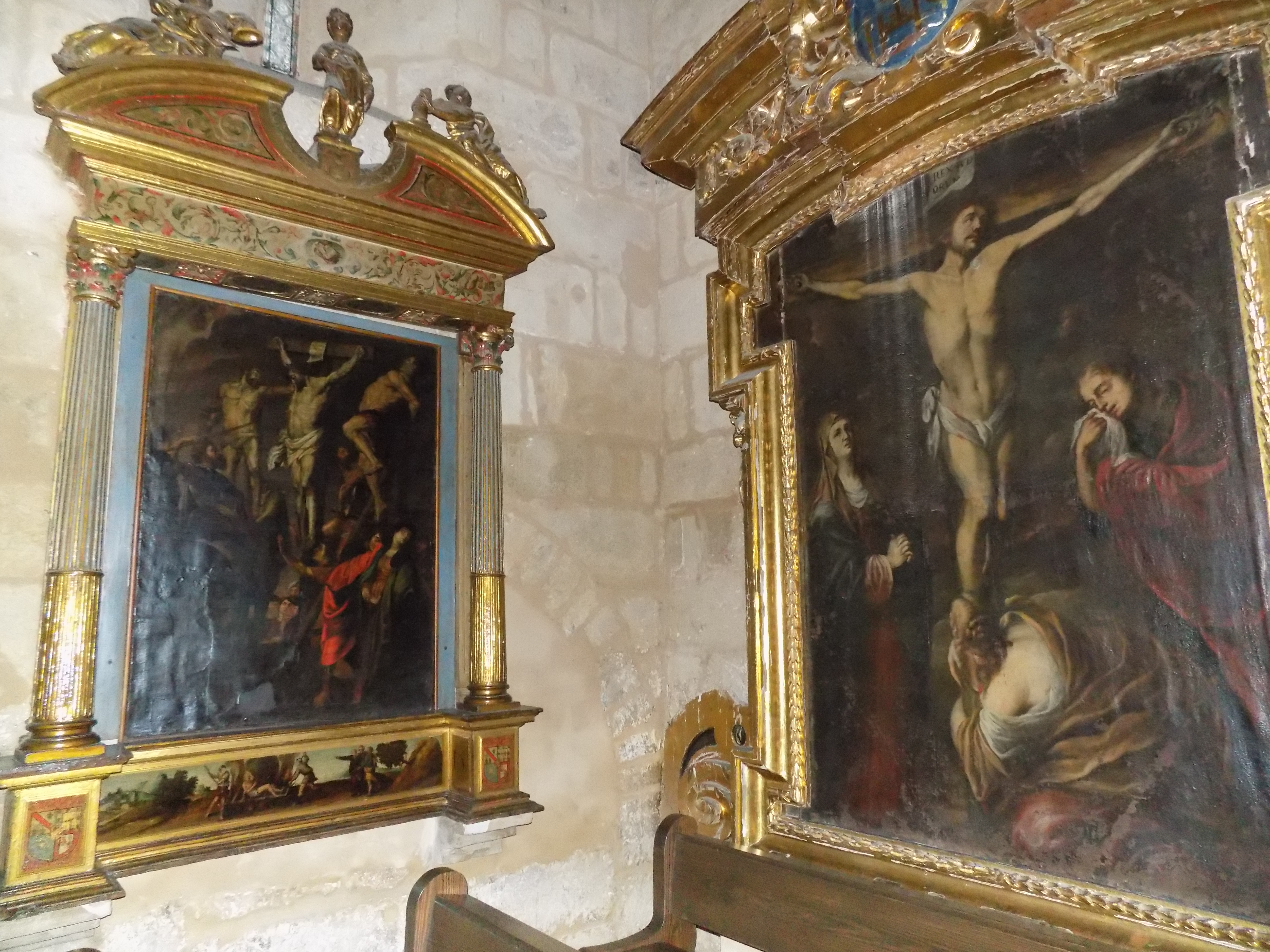
Pinturas religiosas conservadas en el interior de la iglesia.

También es importante el gran rosetón gótico-mudéjar, uno de los mejores de las iglesias de la época, que decora la parte superior del hastial. El artesonado es de lacería mudéjar y posteriormente, renacentista. Cabe destacar el antiguo retablo mayor del siglo XVII que se adorna con lienzos que representan la vida de San Lorenzo.